# Santana da Serra
 Santana da Serra  ist ein Ort und eine Gemeinde (Freguesia) im Landkreis Ourique in der Subregion Baixo Alentejo in Portugal. Sie hat eine Fläche von 190,9 km² und 660 Einwohnern (Stand 19. April 2021), was einer Bevölkerungsdichte von 3,5 Einw./km² entspricht. 